# Crvena fabrika
Crvena fabrika — bivša fabrika u Cirihu, Švajcarska, koja je pretvorena u omladinski kulturni centar. Naziva se crvena zbog crvenih cigala od kojih je napravljena i zbog levičarske orijentacije njenih stanara. Fabrika je izgrađena još 1892. godine.

## Spoljašnje veze
- Rote Fabrik